# 통가타푸섬
통가타푸섬(Tongatapu)은 통가 남부에 위치한 섬으로 면적은 259km2, 인구는 71,260명(2006년 기준), 인구 밀도는 273.57명/km2이다. 통가의 수도인 누쿠알로파가 위치한 섬이다. 통가에서 인구가 가장 많은 섬이며 통가 전체 인구 가운데 70.5%가 이 섬에 거주한다. 통가의 경제와 교통의 중심지 역할을 한다.